# HD72316
HD72316 — хімічно пекулярна зоря спектрального класу A, що має видиму зоряну величину в смузі V приблизно  8,8.
Вона  розташована на відстані близько 1203,5 світлових років від Сонця.